# Palazzo Imbonati
Palazzo Imbonati era un palazzo cinquecentesco di Milano. Storicamente appartenuto al sestiere di Porta Nuova, si trovava in via Marino. Venne demolito nel corso del XIX secolo.

## Storia e descrizione
Il palazzo conservava al tempo un elegante cortile cinquecentesco, con capitelli scudati corinzi, che recavano le insegne viscontee e sforzesche, finiti dopo la demolizione al Museo archeologico e nel cortile di Palazzo Seufferheldt, in via Morone. Fu particolarmente noto per aver ospitato fra il 1743 e il 1768 la risorta Accademia dei Trasformati, promossa dallo stesso Giuseppe Maria Imbonati, della quale fecero parte anche Pietro Verri e Giuseppe Parini.
Il palazzo, di proprietà inizialmente degli Imbonati, passò poi alla famiglia Blondel ed in seguito a Massimo d'Azeglio. Venne demolito nel corso del XIX secolo e al suo posto sarebbe poi sorto il vecchio Teatro Manzoni, a sua volta distrutto a seguito dei bombardamenti del 1943.